# Sarah Thomasson
Sarah Margareta Thomasson, född 20 juli 1925 i Åre, död 24 mars 1996 i Östersund, var en svensk-sydsamisk alpin skidåkare. Stockholms-Tidningen utsåg henne till Årets Idrottskvinna 1951. Hon tog VM-brons i slalom för damer vid världsmästerskapen i alpin skidsport 1954 i Åre i Sverige.
Sarah Thomasson var dotter till fotografen Nils Thomasson och syster till forskaren Lars Thomasson. Hon var gift med den danskfödde läkaren Henrik Voss. 

### Fotnoter
1. 1 2  Sarah Thomasson på sok.se
2. ↑  Ekerlid, Birger (14 juni 2013). ”Samefotografen Nils Thomasson”. samer.se. https://samer.se/2081. Läst 28 juli 2023.
3. ↑  ”Aftonbladet”. 3 januari 2005. Arkiverad från originalet den 25 maj 2012. https://archive.is/20120525161519/http://mobil.aftonbladet.se/sportbladet/vintersport/alpint/article10522668.ab?partner=www. Läst 16 september 2011.
4. ↑  Dödsfall: Henrik Voss, Dagens Nyheter 16 mars 2001. Läst 29 juli 2017.